# Saber Mhamdi
Saber Mhamdi, né le 12 février 1979 à Béja, est un footballeur tunisien évoluant comme milieu de terrain.

## Clubs
- ?-2006 : Olympique de Béja (Tunisie)
- 2006-2007 : Club athlétique bizertin (Tunisie)
- 2007-2009 : El Gawafel sportives de Gafsa (Tunisie)
- 2009-2011 : Olympique de Béja (Tunisie)
- 2011-2012 : Espoir sportif de Hammam Sousse (Tunisie)
- 2012 : Olympique de Béja (Tunisie)
- 2013-2014 : Olympique de Béja (Tunisie)

## Palmarès
- Coupe de Tunisie de football : 2010